# Carl H. Christensen
 Der er flere personer med dette navn, se Carl Christensen.
Carl Henrik Christensen (født 3. juli 1864 i Holbæk, død 16. maj 1931 i København) var en dansk bogtrykker og bankdirektør.
Christensen var typograf fra Holbæk og nedsatte sig 1898 som bogtrykker i Næstved, Sct. Mortensgade 5, hvor han året efter blev vært for Social-Demokraten. I 1903 lod han opføre huset Jernbanegade 11 til trykkeriet, hvor også avisen fik redaktion (nedrevet i 1973). Han var initiativtager til etableringen af Haandværker- og Detailhandlerbanken i 1901 og var bankens direktør fra grundlæggelsen indtil sin død.
Christensen var desuden socialdemokrat og politisk engageret, ca. 1899-1902 formand for Socialdemokratisk Arbejderforening i Næstved og også derefter aktiv i partiorganisationen, ca. 1900-04 formand for Arbejdernes Byggeforening, der udstykkede arealet ved Fredensvej i markkvarteret, og 1906-13 medlem af byrådet, hvor han var aktiv for etablering af Næstved Elværk 1909. I den forbindelse mødte han arkitekt Julius Smith fra København, som også fik til opgave at tegne bankens hovedsæde i Jernbanegade 9.